# Atrobucca antonbruun
Atrobucca antonbruun és una espècie de peix de la família dels esciènids i de l'ordre dels perciformes.

## Morfologia
- Els mascles poden assolir 19,7 cm de longitud total.
- Nombre de vèrtebres: 25.[4]

## Hàbitat
És un peix marí, de clima tropical i bentopelàgic que viu entre 26-64 m de fondària.

## Distribució geogràfica
Es troba a la Badia de Bengala des de la costa oriental de l'Índia fins a Myanmar.

## Observacions
És inofensiu per als humans.